# Ananas lucidus
Ananas lucidus là một loài thực vật có hoa trong họ Bromeliaceae. Loài này được Mill. mô tả khoa học đầu tiên năm 1768.